# Ethmia nigroapicella
The Kou Leafworm (Ethmia nigroapicella) là một loài bướm đêm thuộc họ Ethmiidae. Nó được tìm thấy ở Madagascar, Seychelles, Ấn Độ, Assam, Myanma, Samoa, Philippines, Hawaii, Formosa, Nhật Bản và Úc.

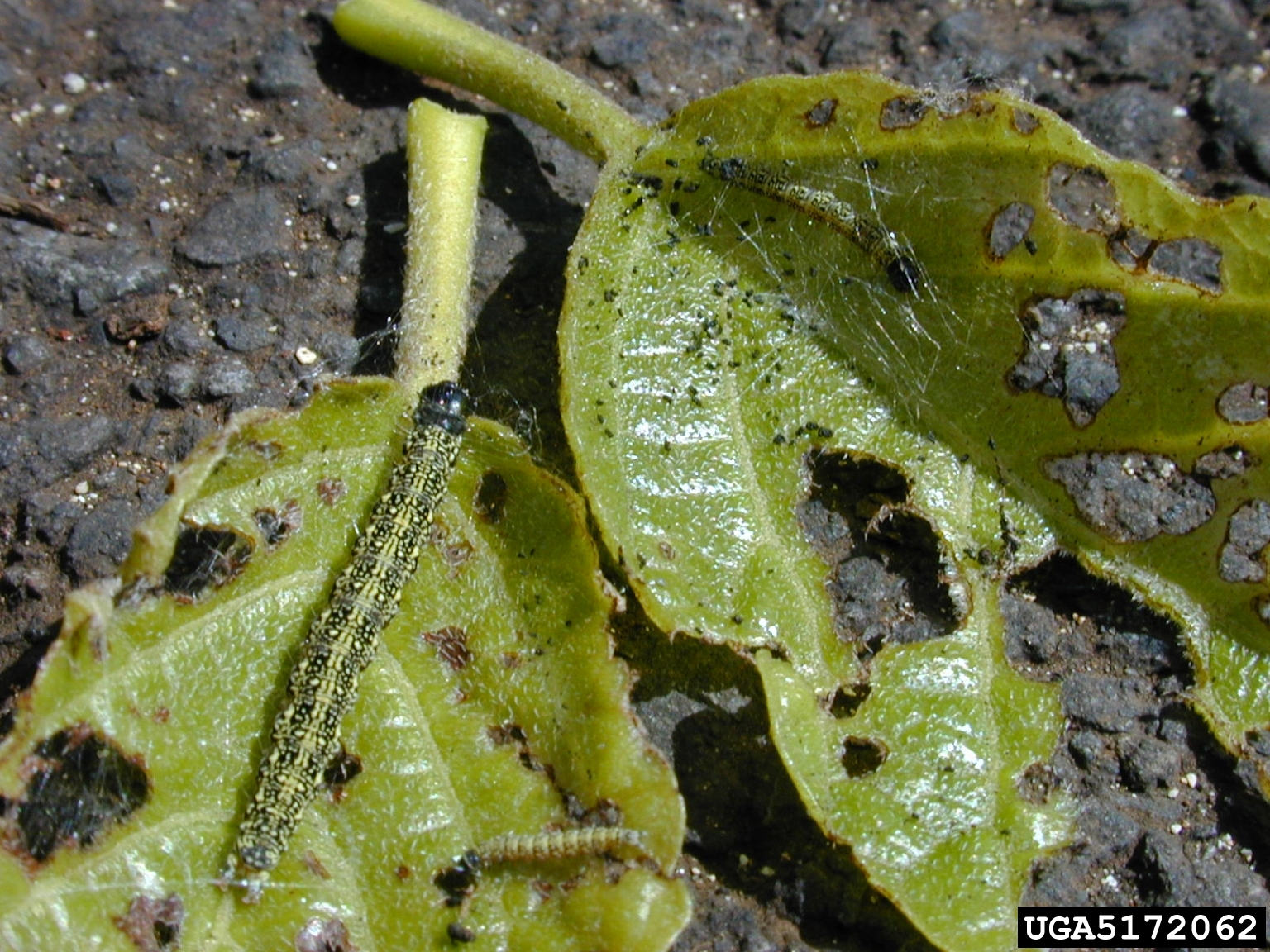
Caterpillar

Ấu trùng ăn Ehretia species (bao gồm Ehretia dicksoni var. japonica, Ehretia laevis and Ehretia buxifolia) and Cordia subcordata.

## Hình ảnh

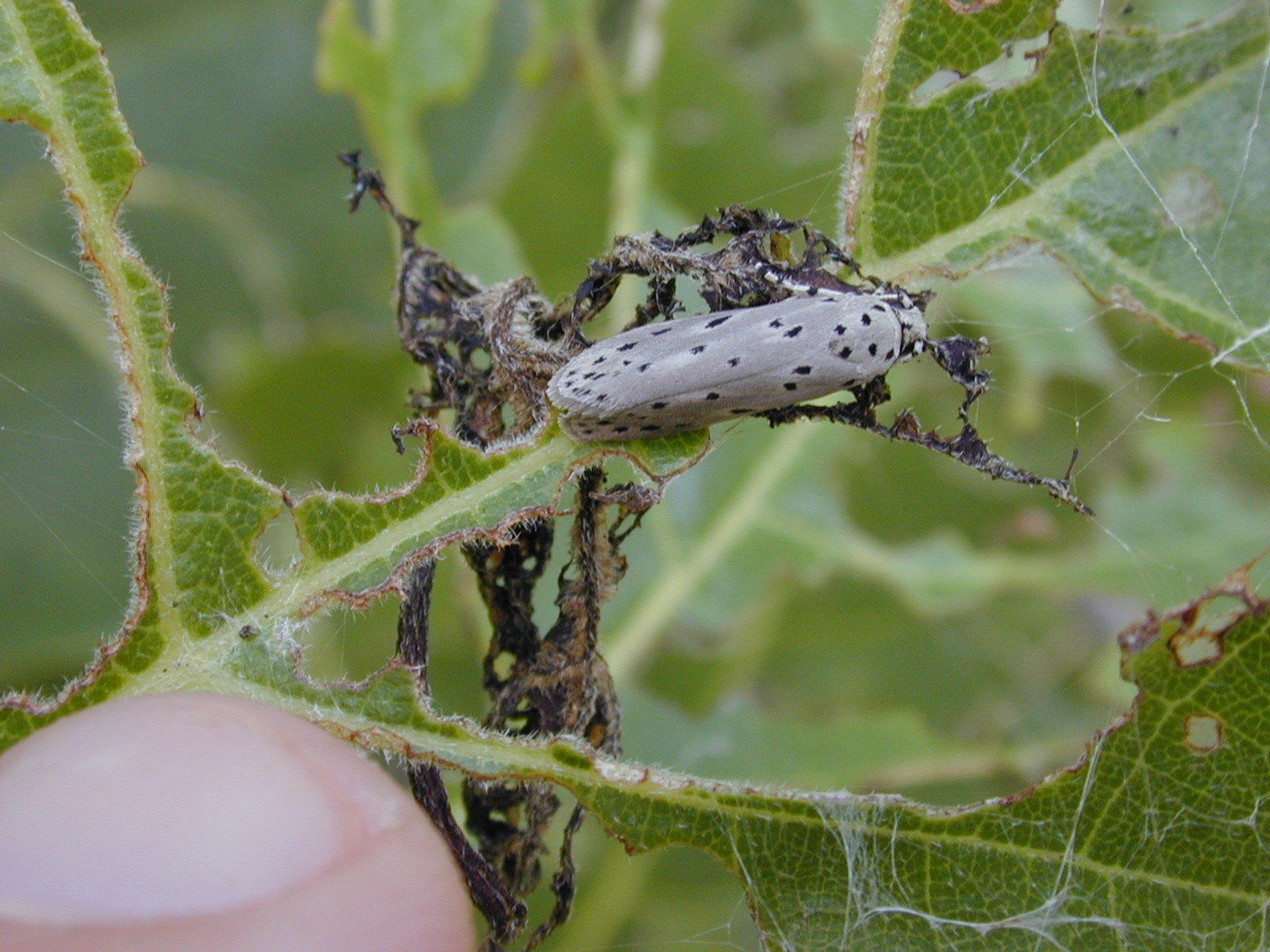
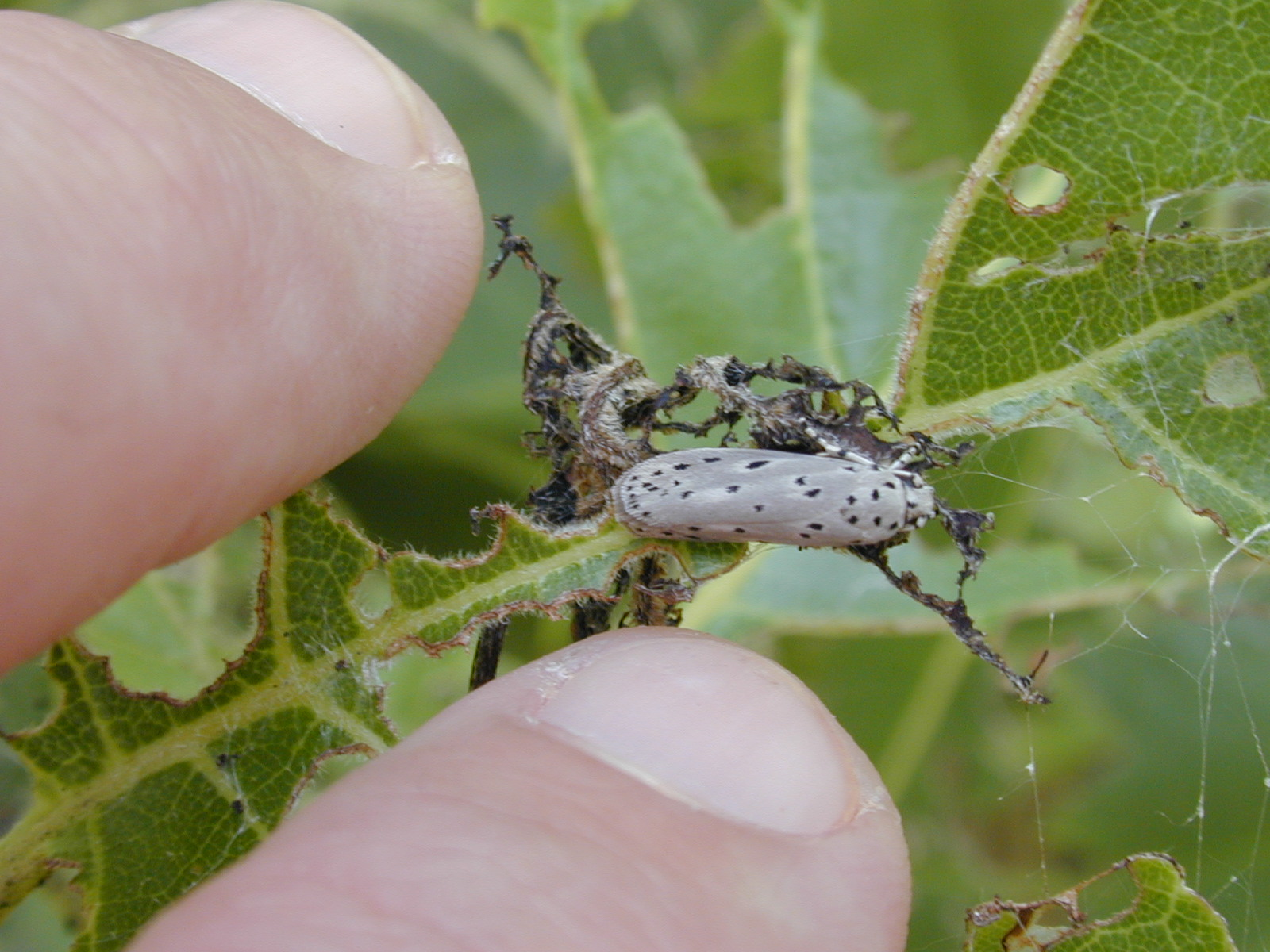
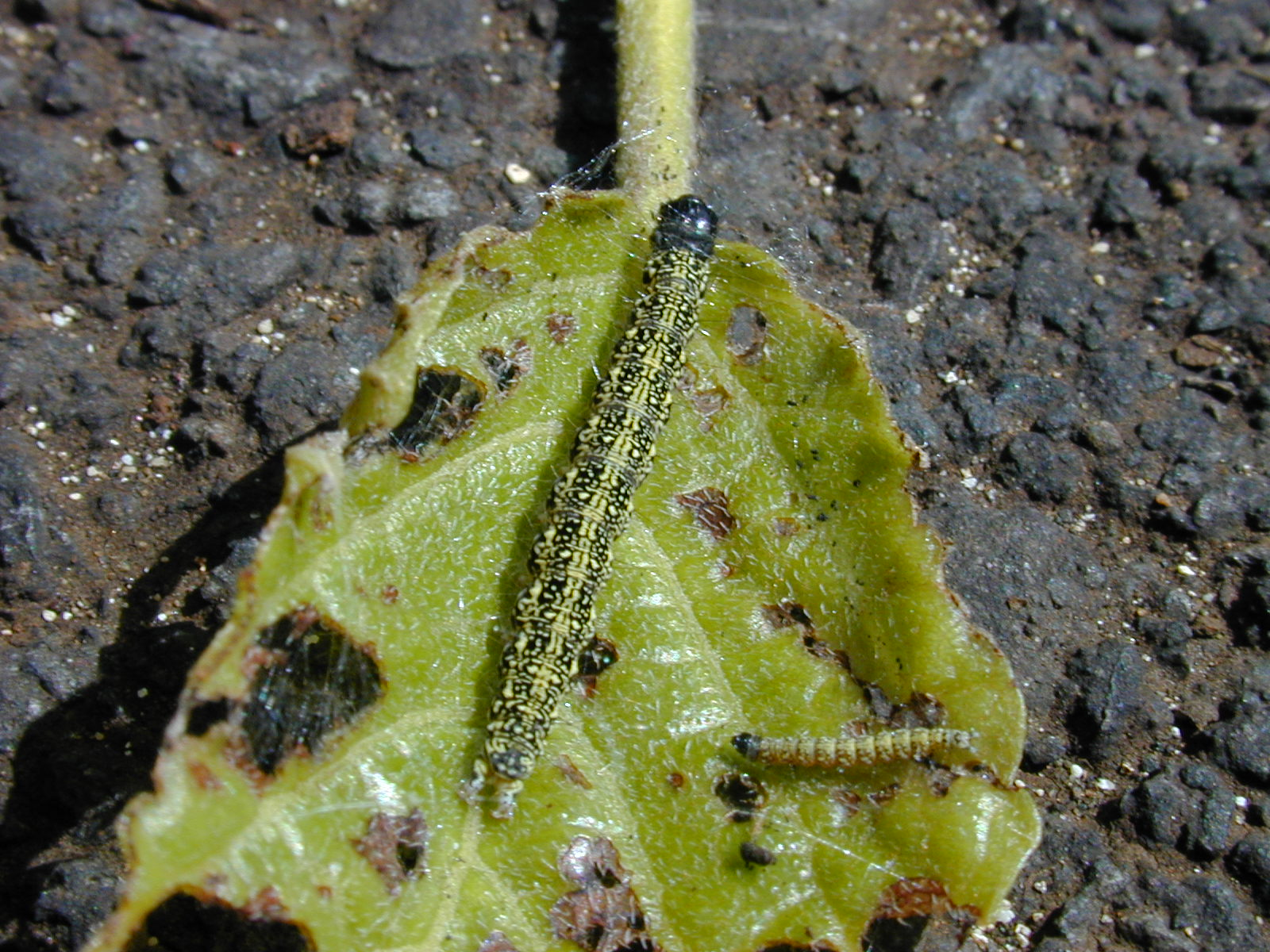
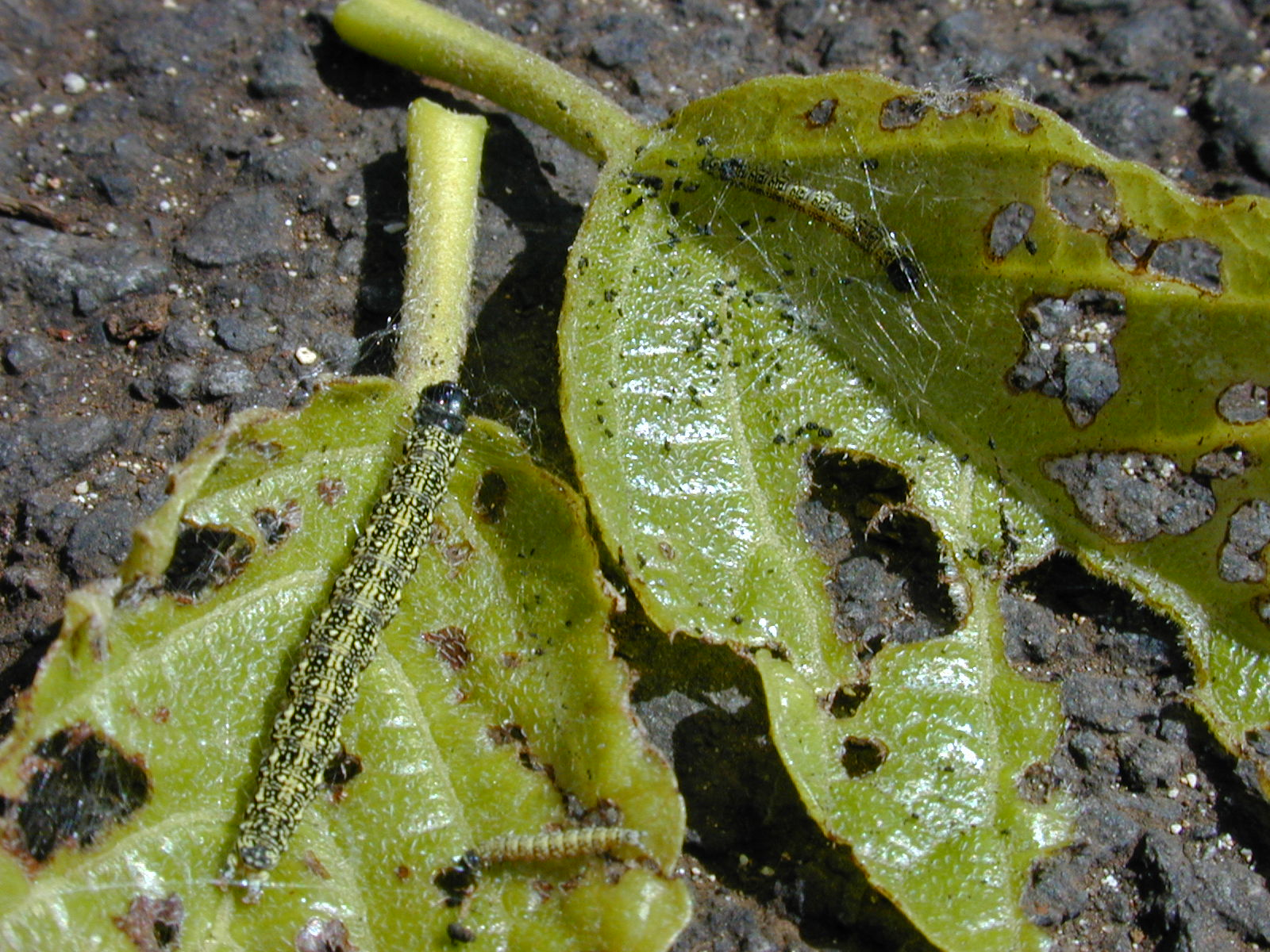